# Hyperolius diaphanus
Espèce
Statut de conservation UICN

 DD  : Données insuffisantes
Hyperolius diaphanus est une espèce d'amphibiens de la famille des Hyperoliidae.

## Répartition
Cette espèce est endémique de la République démocratique du Congo,. Elle se rencontre entre 900 et 1 000 m d'altitude dans les environs des monts Itombwe et des montagnes à l'Ouest du Lac Kivu. Elle pourrait être présente au Burundi et au Rwanda.

## Publication originale
- Laurent, 1972 : Amphibiens. Exploration du Parc National des Virunga, sér. 2, p. 1-125.